# Arte plástico taurino

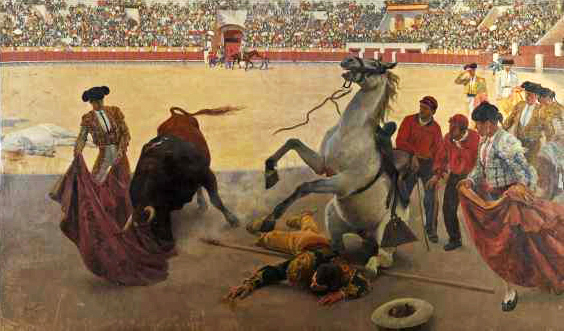
El Quite (1897) de Enrique Simonet.

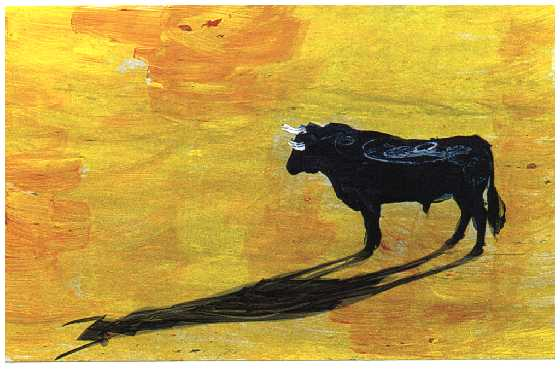
Mosaik, B. Sandoz (1909)

Los temas relacionados con la tauromaquia han sido proyectados en las artes plásticas a lo largo de varias centurias. Los tópicos representados en pintura, grabado, dibujo, escultura y artesanía, entre otras ramas del arte, comprenden el combate entre toro y torero, los desfiles, las plazas y los espectadores.

## Pintura
El pintor Francisco de Goya comienza a dibujar y grabar hacia 1814 la Tauromaquia que concluye en 1816. El artista aragonés recurre a la categoría estética de lo patético, especialmente en la última parte, que describe las habilidades personales de varios toreros y en que la muerte impera formando unos muy modernos desastres de la tauromaquia.

Artistas taurinos del siglo XX han sido Roberto Domingo , Calderón Jácome , Carlos Ruano Llopis , Ricardo Marín y Francisco Puertas.

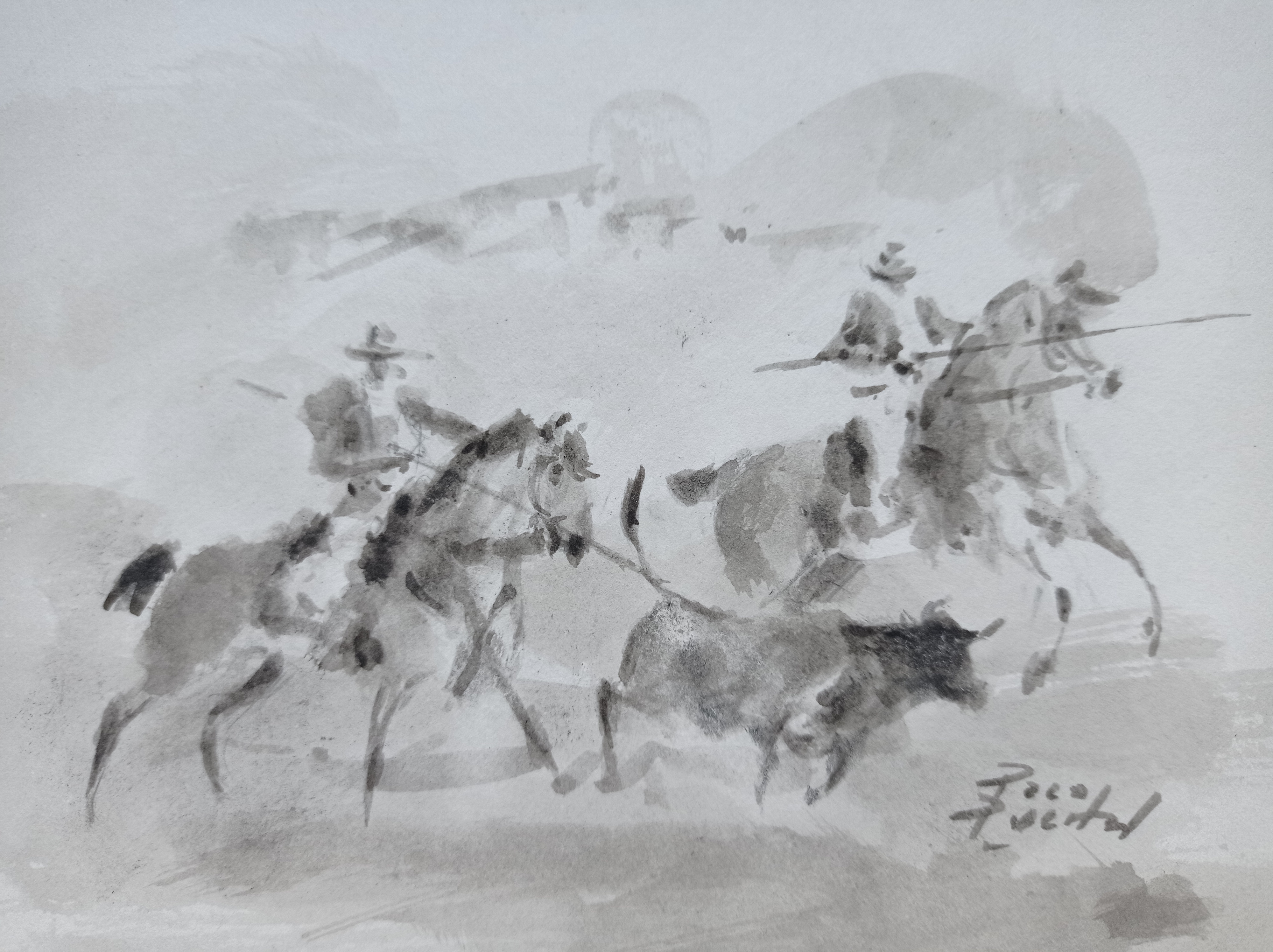
Garrochistas, Francisco Puertas González (h. 1989)

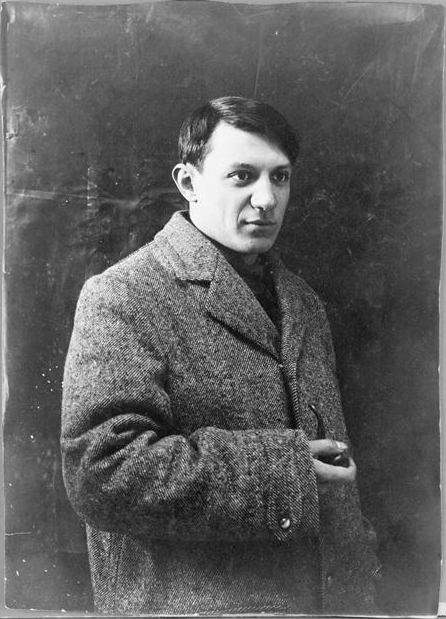
Pablo Picasso. (1881-1993)

En general, sin embargo, el impresionismo fue el estilo que mejor casó con la pintura taurina. El color convertido en luz, el trazo como insinuación de una geometría, eran el lenguaje más adecuado para un universo partido en sol y sombra, configurado por la vida y la muerte, donde la sangre se transmuta en joyel y el hombre asume la iluminación, se viste de luces.
Pablo Picasso (1881-1973) asistió desde niño a multitud de festejos taurinos y pronto trasladó la pasión del arte del toreo a su obra. Para el joven Pablo, cuyo arte hacía las funciones de una suerte de diario, el toro fue una enorme fuente de inspiración. Su iconografía de la Tauromaquia como puede apreciarse a lo largo de su obra, refleja un número importante de logros en términos de evolución de su trabajo artístico. De entre los muy variados sujetos que el artista exploró en su vida, las corridas de toros sobresalen por variadas razones.
Existen escenas propias de la "faena" en sus óleos, cerámicas, litografías, grabados, aguadas y carboncillos e, incluso, para algunas escenografías creadas para ballet (El Tricornio, 1919) o publicaciones propias (Toros y toreros, 1961).
Abundantes ejemplos de este vasto ejercicio de estudio del ruedo, sus bestias, matadores y entendido público formarán parte del discurso artístico contenido en su ingente obra.
Luis Calderón Jácome (Madrid - 1932. Madrid 2005) es una excepción. Su obra supuso una ruptura con el impresionismo taurino ya languideciente a finales del siglo XX y recogió las posibilidades espaciales descubiertas por el cubismo para practicar una suerte de eclecticismo con la estampa, con las exigencias naturalistas de la representación, que caracterizan a la pintura taurina.
El hito histórico en este escenario, lo supuso la obtención del primer galardón en el concurso de carteles para la Feria Taurina del Pilar de Zaragoza de 1986. Fue un escandaloso cisma conceptual en la representación del toro en la cartelería taurina. Pero a partir de ese momento nada volvió a ser lo mismo en este terreno del arte. La feria de San Isidro de Madrid, la de Pamplona y tantas otras asumieron con entusiasmo y valentía esta nueva corriente de estilo moderno pero riguroso con los estrictos márgenes de la ortodoxia de la tauromaquia.
Quizá los más positivo de la aportación hecha por Calderón Jácome haya sido el haber roto con el aislamiento, la expresión casi marginal en la que se estaba desenvolviendo, salvo contadísimas excepciones, la pintura y el dibujo taurinos. La segmentación cúbica del espacio, tanto en lo que se refiere al ámbito circular donde sucede el toreo, como la yuxtaposición de dimensiones que caracteriza al cubismo, sirvieron a Calderón Jácome para mostrar la nueva tauromaquia con el mismo rigor que antaño lo hicieron el impresionismo de Roberto Domingo o Ruano Llopis.
Algunas obras representativas son:
- Caza de un toro a pie. Goya

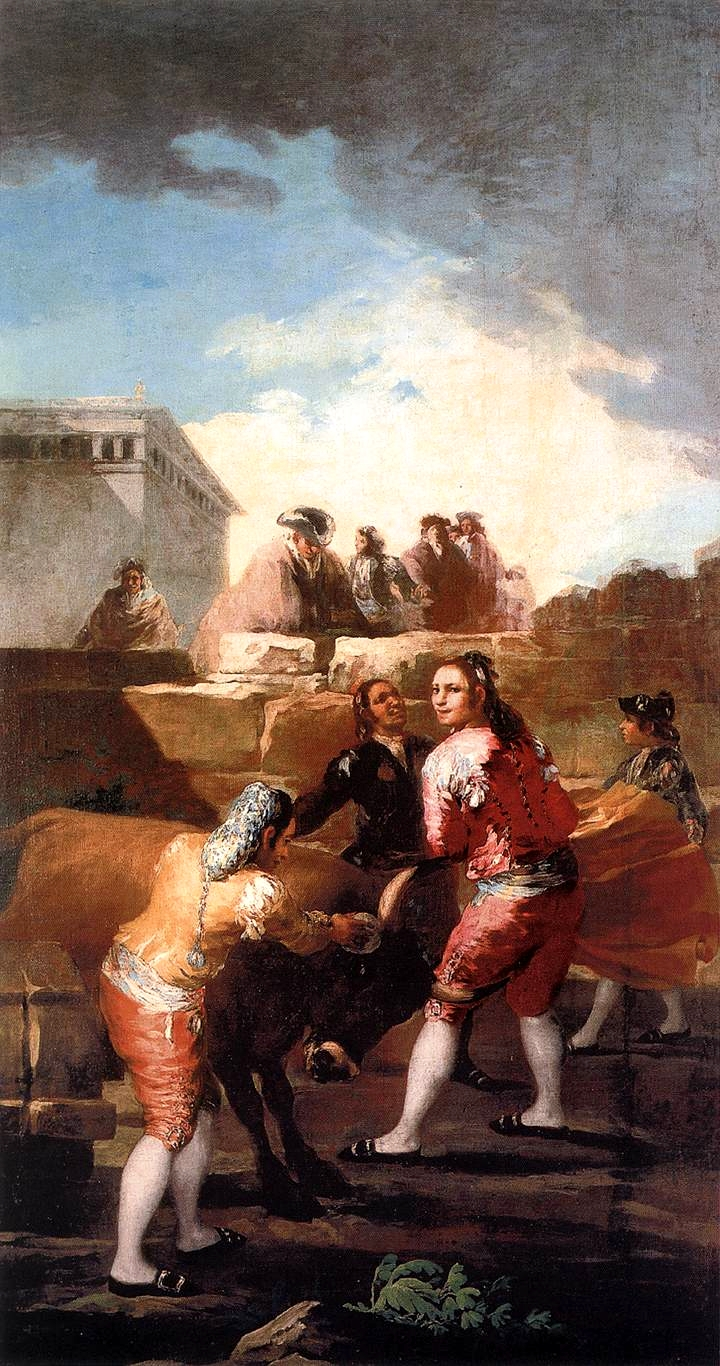
La novilada, Francisco de Goya (1780)

- Moro gazul alanceando un toro. Goya.
- Capea en un pueblo. Eugenio Lucas el Viejo.
- La cogida del diestro. Ángel Lizcano.
- Toreros. Ignacio Zuloaga.
- Rejoneadores. Juan de Toledo
- La corrida. Monet.
- Sorpresa del picador Monilla. Hermoso.
- Suerte de matar (1437). Rodrigo Alemán.
- Lance de una corrida en Plascencia. Libro de las Cantigas.
- El Cid alanceando en Valencia.
- Corrida en Madrid. Lucas.

## Escultura
El escultor español Mariano Benlliure realizó acabados monumentos funerarios a personajes taurinos, como el mausoleo a Joselito "El Gallo" y el boceto a los hermanos Aparici, en el Cementerio de Valencia.